# Plaza de Maipú (métro de Santiago)
Plaza de Maipú est une station de la Ligne 5 du métro de Santiago, dans le commune de Maipú.

## La station
La station est ouverte depuis 2011.

## Origine étymologique
Son nom vient de l'avenue Pajaritos, avec la avenue 5 de Abril est situé juste au-dessus de la station.

## Tournage
Cinq mois après son inauguration, la station de métro Plaza de Maipú a été le théâtre d’un des deux seuls actes de violence ayant fait des victimes mortelles dans l’histoire du métro de Santiago (avec les attaques simultanées de trains dans les gares de Tobalaba et de Los Héroes, les deux de la ligne 1, en 1986). Le 17 juillet 2011, Israël Huerta Céspedes a sorti une arme à feu de son manteau et a commencé à tirer sans raison apparente pour les passagers d'une voiture qui arrivait au terminal. Les passagers ont actionné le frein d’urgence et l’agresseur a réussi à sortir de la gare puis à grimper sur la Plaza de Armas de Maipú, marchant d’un pâté de maisons et se suicidant.
Huerta n'avait pas de casier judiciaire. Il est né dans la ville rurale de Las Cabras et est arrivé en 1980 pour vivre à Rinconada de Maipú avec ses parents et ses dix frères. Il n'avait pas d'emploi stable et a été licencié en 1994 en tant qu'assistant de nettoyage dans un commissariat de police du Chili à La Reina pour faute. Ses proches et ses amis proches l'ont décrit comme une personne paisible et gentille, mais qui était entré dans une forte dépression après le décès de sa mère, deux mois avant l'attaque.
La fusillade a fait plusieurs blessés, trois grièvement et deux (Fernando Oñate Muñoz et Mario Acevedo Meneses), décédés par la suite alors qu’ils étaient soignés dans des centres hospitaliers. Après l'attaque, Metro a suspendu les opérations de la ligne 5 entre les stations Plaza de Maipú et Las Parcelas pour le développement de l'enquête.